# Vía Churra
La Vía Churra (en valenciano, Via Xurra) es una vía verde de la Comunidad Valenciana cuyo titular es la Consejería de Vivienda, Obras Públicas y Vertebración del Territorio, que empieza en la ciudad de Valencia y finaliza en Puzol, atravesando la comarca de Huerta Norte en sentido norte-sur.
El itinerario de 16 km está prácticamente acondicionado, y se puede recorrer andando, a caballo y especialmente en bicicleta, teniendo una buena accesibilidad para personas con movilidad reducida por la inexistencia de desniveles.

## Historia
En el año 1888, la Compañía del Ferrocarril Central de Aragón obtuvo la concesión para un tren que debía conectar Calatayud con Valencia. Las obras necesarias se iniciaron el año 1894 y siete después finalizaron.
En su último tramo, llegando a Valencia, este trayecto discurría en paralelo con la vía del ferrocarril de la Compañía del Norte, que se dirigía desde Valencia a Castellón. Por ello, a partir del año 1941 cuando Renfe gestionaba ambas rutas, se terminó decidiendo utilizar solo una y clausurar la otra. 
Finalmente, en el año 1985 se cerró y desmanteló el tramo paralelo de la antigua vía del Ferrocarril Central que iba hacia Aragón. Sobre ese trazado, se construyó progresivamente la actual vía verde.

## Recorrido de la vía verde

### Itinerario
Valencia, Alboraya, Almácera, Meliana, Foyos, Albalat dels Sorells, Museros, Masamagrell, Puebla de Farnals, El Puig de Santa Maria y Puzol.

### Conexión con la vía verde de Ojos Negros
En el año 2021, está proyectada y presupuestada la obra necesaria para conectar la vía verde de Xurra con la vía verde de Ojos Negros. Entonces, este itinerario dispondrá de más de 200 kilómetros de vial no motorizado.

## Acondicionamiento

### Equipamientos[2]
A lo largo de la vía verde existen algunos equipamientos, como por ejemplo:
- Áreas de descanso con mesas y bancos de madera, aparcamientos para bicicletas, fuentes de agua potable y árboles.
- Señalización,

### Firme
El firme de la vía verde es de asfalto. En 2017 se anunció el acondicionamiento completo de la vía verde en el tramo de carril bici entre la rotonda de Albalat dels Sorells (CV-300) y el barrio Batalla a la salida de Meliana mejorando el firme.

## Accesos

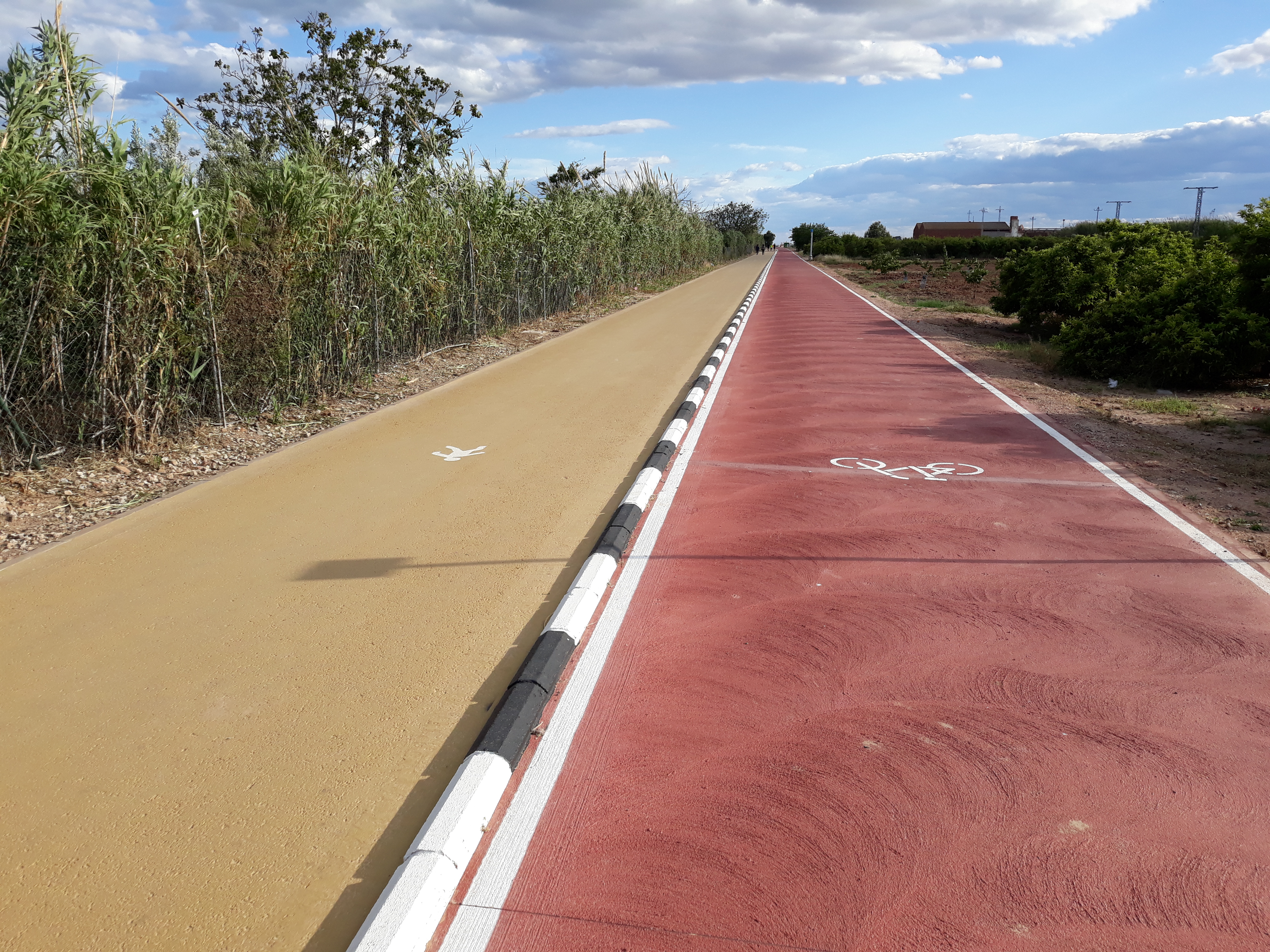
Vía Xurra a su paso por Puzol en 2019, después de las obras de ensanchamiento.

La vía verde discurre en paralelo a la Línea 6 de Renfe y la Línea 3 de Metrovalència, y la combinación bici y tren es fácil. Los trenes de la línea 6 efectúan paradas en las 5 estaciones de cercanía que poseen conexión más o menos próxima con la vía verde (entre unos pocos metros y cinco kilómetros en el caso de Meliana): Valencia, Meliana, Massalfassar, El Puig y Puzol. Por otro lado, la línea L3 del Metro que une Valencia con Rafelbunyol: tiene parada en Valencia, Alboraya, Almácera, Meliana, Foyos, Albalat dels Sorells, Museros, Masamagrell y Puebla de Farnals. En los dos casos se deben tener presentes las condiciones de acceso de las bicicletas al tren y al metro.

## Accesibilidad
El trazado de las vías verdes presenta un itinerario con un desnivel muy poco pronunciado. Los trenes no pueden salvar grandes desniveles y la reconversión de las plataformas ferroviarias en itinerarios de ocio ha hecho que sean unas infraestructuras ideales para personas con movilidad reducida. Disponer de pendientes suaves y en este caso ausencia de curvas hacen que sea muy cómodo ir por ellas tanto en silla de ruedas como en bicicleta adaptada. La ruta es ideal para realizarla con niños y en familia, puesto que permite adaptar el recorrido en función de las capacidades físicas de los pequeños ciclistas o de los imprevistos que puedan surgir.

## Lugares de interés
En Almácera, Camino a la Mar s/n, está el Museu Etnològic de l'horta (Museo Etnológico de la Huerta) donde se llevan a cabo actividades y talleres para dar a conocer los valores culturales, ambientales y sociales. Además, existe una exposición permanente en el museo.
La vía verde atraviesa las proximidades de dos parajes naturales, el Barranco del Carraixet y la huerta. Asimismo, la senda pasa cerca de la Ermita dels Peixets, lugar arbolado y muy frecuentado para pasar el día. La vía verde coincide con dos senderos en Alboraya.

## Epílogo
La vía verde de Xurra está incluida en el recorrido planificado de la ruta EuroVelo 8, que forma parte de la red de rutas ciclistas europeas de larga distancia EuroVelo.